# Twin Swirl Combustion Chamber
TSCC staat voor: Twin Swirl Combustion Chamber (letterlijk: verbrandingskamer met dubbele werveling).
Dit is een verbrandingskamer van Suzuki-motorfietsen. Door een speciaal gevormde cilinderkop wordt het benzine/lucht mengsel aan het einde van de compressieslag “weggeknepen” in twee squish zones. Daardoor ontstaat een versnelde werveling en een betere verdeling van het mengsel in de verbrandingsruimte. Dit alles moet resulteren in een betere verbranding en dus meer rendement en hogere prestaties. Het principe werd toegepast vanaf de eerste Suzuki GSX-modellen (ca. 1979). 
In 1986 kwam met de GSX-R 1100 een vernieuwde uitvoering (New TSCC), waarbij vooral de veel grotere kleppen opvielen.